# Saison 2015 de l'équipe cycliste Jo Piels
La saison 2015 de l'équipe cycliste Jo Piels est la treizième de cette équipe.

## Préparation de la saison 2015

### Arrivées et départs
| Arrivées             | Équipe 2014          |
| -------------------- | -------------------- |
| Stephan Bakker       | Restore EBH Elshof   |
| Gert-Jan Bosman      | Parkhotel Valkenburg |
| Arvid de Kleijn      | Croford              |
| Adriaan Janssen      | Croford              |
| Tim Rodenburg        | Restore EBH Elshof   |
| Patrick van der Duin | Baby-Dump            |
| Sven van Luijk       | Asd Monviso-Venezia  |
| Jeff Vermeulen       |                      |

| Départs              | Équipe 2015      |
| -------------------- | ---------------- |
| Koen Bouwman         | SEG Racing       |
| Berden de Vries      | Roompot          |
| Jasper Hamelink      | Metec-TKH-Mantel |
| Maurits Lammertink   | Roompot          |
| Steven Lammertink    | SEG Racing       |
| Geert van der Weijst | 3M               |
| Tom Vermeer          | Profel United    |
| Stan Wijkel          |                  |

## Coureurs et encadrement technique

### Effectif
| Cycliste             | Date de naissance | Nationalité | Équipe 2014          |  |
| -------------------- | ----------------- | ----------- | -------------------- |  |
| Tim Ariesen          | 20 mars 1994      | Pays-Bas    | Jo Piels             |  |
| Stephan Bakker       | 17 avril 1994     | Pays-Bas    | Restore EBH Elshof   |  |
| Gert-Jan Bosman      | 16 août 1992      | Pays-Bas    | Parkhotel Valkenburg |  |
| Twan Brusselman      | 15 août 1993      | Pays-Bas    | Jo Piels             |  |
| Arvid de Kleijn      | 21 mars 1994      | Pays-Bas    | Croford              |  |
| Jochem Hoekstra      | 21 octobre 1992   | Pays-Bas    | Jo Piels             |  |
| Adriaan Janssen      | 12 décembre 1995  | Pays-Bas    | Croford              |  |
| Stefan Poutsma       | 10 septembre 1991 | Pays-Bas    | Jo Piels             |  |
| Elmar Reinders       | 14 mars 1992      | Pays-Bas    | Jo Piels             |  |
| Tim Rodenburg        | 14 septembre 1994 | Pays-Bas    | Restore EBH Elshof   |  |
| Sjors Roosen         | 18 septembre 1991 | Pays-Bas    | Jo Piels             |  |
| Rens te Stroet       | 23 septembre 1989 | Pays-Bas    | Jo Piels             |  |
| Twan van den Brand   | 22 janvier 1989   | Pays-Bas    | Jo Piels             |  |
| Patrick van der Duin | 4 octobre 1995    | Pays-Bas    | Baby-Dump            |  |
| Patrick van Leeuwen  | 16 avril 1985     | Pays-Bas    | Jo Piels             |  |
| Sven van Luijk       | 13 octobre 1989   | Pays-Bas    | Asd Monviso-Venezia  |  |
| Joey van Rhee        | 14 novembre 1992  | Pays-Bas    | Jo Piels             |  |
| Jeff Vermeulen       | 7 octobre 1988    | Pays-Bas    |                      |  |

## Bilan de la saison

### Victoires

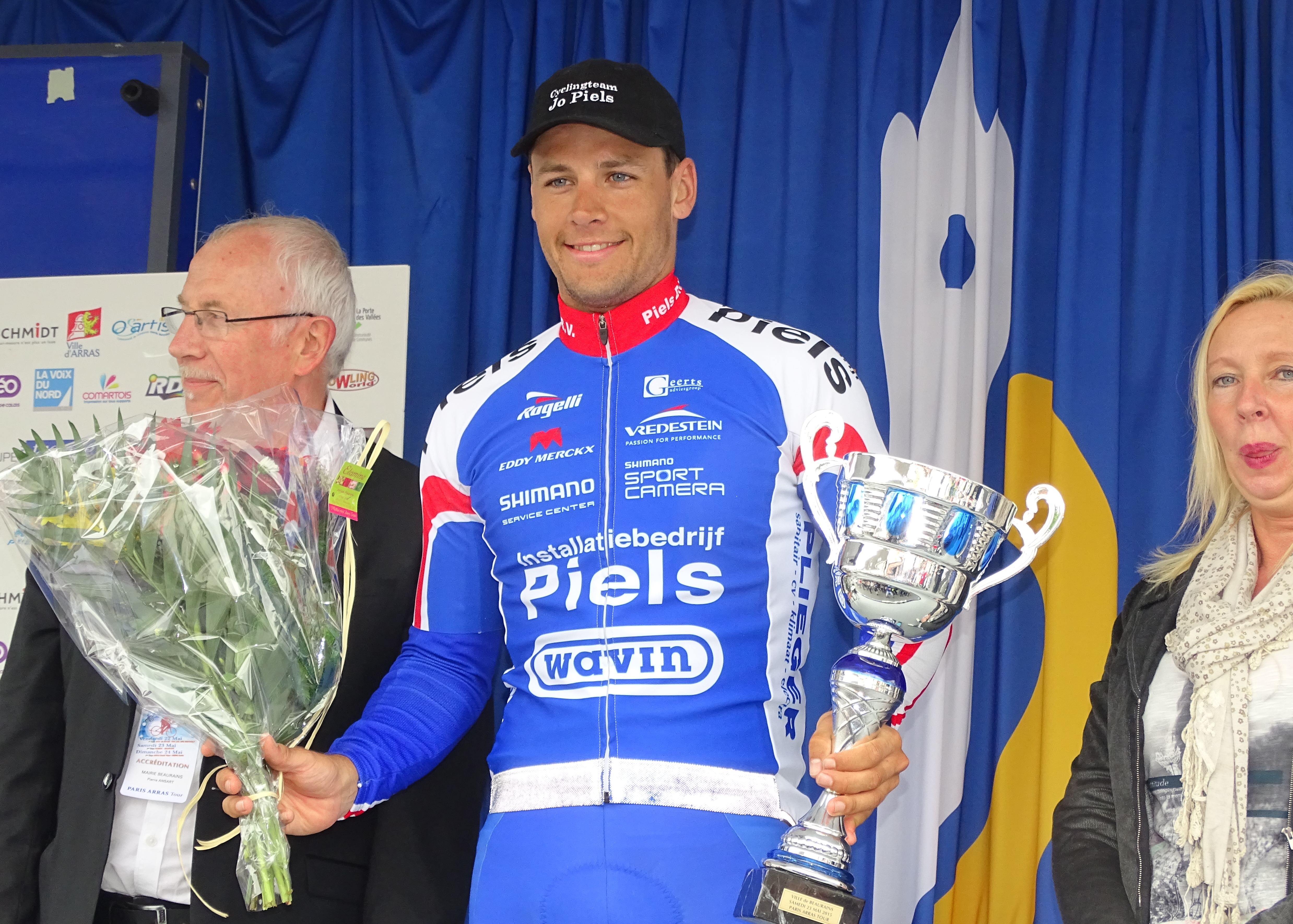
Jeff Vermeulen, vainqueur de la 2e étape du Paris-Arras Tour.

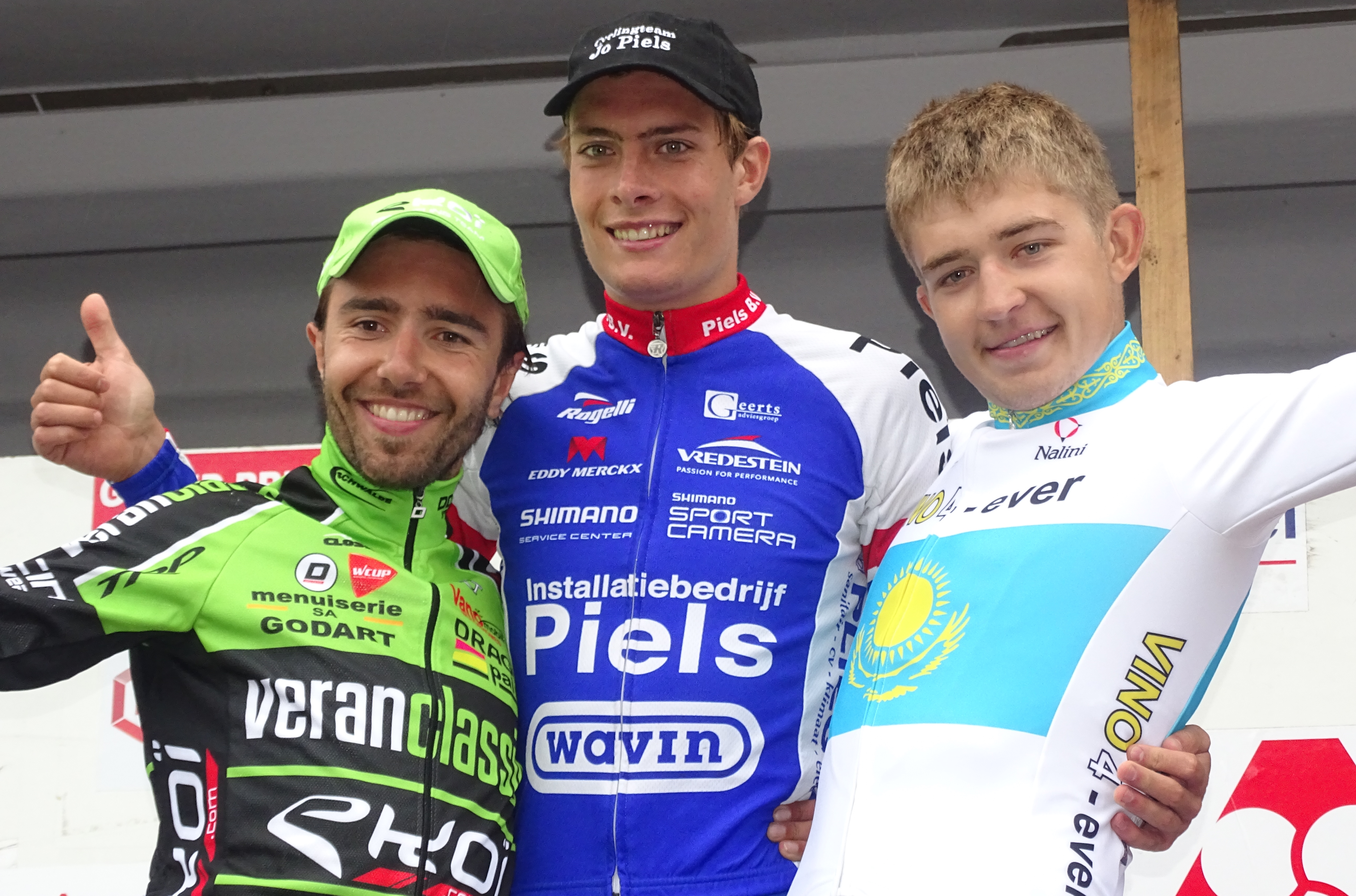
Podium de l'édition 2015 du Grand Prix des Marbriers : Serge Dewortelaer (2e), Tim Ariesen (1er) et Oleg Zemlyakov (3e).

| Date       | Course                                            | Pays      | Classe | Vainqueur       |
| ---------- | ------------------------------------------------- | --------- | ------ | --------------- |
| 28/02/2015 | Ster van Zwolle                                   | Pays-Bas  | 1.2    | Elmar Reinders  |
| 25/04/2015 | Zuid Oost Drenthe Classic I                       | Pays-Bas  | 1.2    | Jeff Vermeulen  |
| 02/05/2015 | Tour d'Overijssel                                 | Pays-Bas  | 1.2    | Jeff Vermeulen  |
| 01/05/2015 | 3e étape de la Carpathian Couriers Race           | Slovaquie | 2.2U   | Twan Brusselman |
| 03/05/2015 | Classement général de la Carpathian Couriers Race | Hongrie   | 2.2U   | Tim Ariesen     |
| 12/05/2015 | 1re étape de l'Olympia's Tour                     | Pays-Bas  | 2.2    | Jo Piels        |
| 15/05/2015 | 4e étape de l'Olympia's Tour                      | Pays-Bas  | 2.2    | Jeff Vermeulen  |
| 23/05/2015 | 2e étape du Paris-Arras Tour                      | France    | 2.2    | Jeff Vermeulen  |
| 26/07/2015 | 2e étape du Podlasie Tour                         | Pologne   | 2.2    | Stefan Poutsma  |
| 30/07/2015 | 2e étape du Dookoła Mazowsza                      | Pologne   | 2.2    | Stefan Poutsma  |
| 25/08/2015 | Grand Prix des Marbriers                          | France    | 1.2    | Tim Ariesen     |

### Classement UCI

#### UCI Europe Tour
| Rang | Coureur | Points |
| ---- | ------- | ------ |